# Pink Panther : À la poursuite de la Panthère rose
Pour le personnage original, voir La Panthère rose.
Pink Panther: À la poursuite de la Panthère rose (The Pink Panther: Pinkadelic Pursuit) est un jeu vidéo de plates-formes sorti en 2002 et mettant en scène le personnage de dessin animé.

## Histoire
Pinky reçoit en héritage de son oncle Pink une maison et un trésor. Mais il faut les clés pour accéder au grenier. Elles sont dispersées dans plusieurs mondes où l'oncle est allé
et où Pinky devra retourner.

## Personnages
- La Panthère Rose: Personnage principal du jeu, il était basé sur le dessin animé du même nom. Sa mission est de récupérer le trésor de la maison que son oncle lui a héritée.
- L'oncle de la Panthère Rose: Semblable à son neveu, la seule différence est qu’il porte une combinaison d’explorateur et des lunettes. Au début du jeu, on le croyait mort.
- Plante carnivore: premier boss du jeu. C’est une plante de huit mètres de haut qui se nourrit de viande, ironiquement, la plante aime la chair rose.
- Dinosaure: Deuxième boss du jeu. Il est basé sur un court métrage d’animation de La Panthère rose, il est très glouton, il se nourrit donc de grandes quantités d’os.
- L'Infaillible Inspecteur Clouseau: Antagoniste, c’est le boss final du jeu. Il est généralement capricieux et porte un costume noir similaire à celui des gangsters.

## Système de jeu
Le jeu peut se jouer au clavier, à la souris ou à la manette. Les commandes sont fluides et maniables.
Il y a 12 niveaux dans le jeu, dont presque chacun est d'une manière ou d'une autre basé sur l'un des anciens dessins animés:
Liste des niveaux
- Le Luxitania: "Le Passager clandestin"
- La voie ferrée: "La Panthère rose cavalière" et "Des patins magiques"
- Le chantier, 1e partie: "La Maison de la Panthère rose" et "Un chantier mouvementé"
- L'Egypte: "La Panthère dans le désert"
- La serre: Niveau d'origine
- La préhistoire: "La Panthère à l'âge de pierre"
- La patinoire: "Chien dangereux" et "Des patins magiques"
- Le manoir de Dracula: "La Panthère contre Dracula"
- Le dinosaure: "La Panthère à l'âge de pierre"
- Le chantier, 2e partie: "La Panthère rose au restaurant" et "Des patins magiques"
- Le repaire des gangsters: "La Panthère, agent secret" et "Un curieux porte-bonheur"
- Le grenier: "La Panthère, agent secret"

## Accueil
- Jeux vidéo Magazine : 7/20 (GBA)[1]
- Jeuxvideo.com : 12/20 (PC)[2] - 12/20 (PS)[3] - 14/20 (GBA)[4]